# Pedro e Inês (filme)
Pedro e Inês (bra: Pedro e Inês, o Amor Não Descansa) é um filme português de drama, realizado por António Ferreira e produzido por António Ferreira e Tathiani Sacilotto. Estreou em Portugal a 18 de outubro de 2018, tendo-se tornado no filme português mais visto de 2018 no final de Novembro, após ultrapassar a marca de 45.500 espectadores. No Brasil, foi lançado a 8 de outubro de 2021.
Este filme é uma adaptação do romance de Rosa Lobato Faria (†), A Trança de Inês, sendo baseada em factos reais.
O filme é uma coprodução com França e Brasil, tendo estreado na World Competition do Festival Internacional de Cinema de Montreal, bem como na competição "Novos Diretores" da Mostra Internacional de Cinema de São Paulo e no Festival de Rio em 2018.

## Sinopse
O filme acontece em três tempos diferentes. No passado, onde ocorreu a história verdadeira, no presente, numa grande cidade, e no futuro imaginário. Em qualquer destes tempos, Pedro e Inês encontram e reencontram-se, vivendo aquela que pode ser considerada uma das maiores histórias de amor em Portugal.

## Elenco
- Diogo Amaral como Pedro
- Joana de Verona como Inês
- Vera Kolodzig como Constança
- João Lagarto como Afonso
- Custódia Gallego como Beatriz
- Miguel Monteiro como bispo / médico / ancião
- Miguel Borges como Pero Coelho
- Nuno Nolasco como Álvaro Gonçalves
- Cristovão Campos como Estevão
- Jorge Loureiro como pai da Constança
- Carlos Mendes (Kaló) como paciente
- Pedro Chau como guarda real
- Bárbara Queirós como freira
- Matilde Gaspar como filha
- Tiago Fernandes como filho
- Alexandre Fernandes como servo / arquiteto / homem comunidade
- João Damasceno como paciente
- Miguel Matos como guarda real / arquiteto / homem comunidade
- Beatriz Villar como aia / arquiteta / jovem da comunidade
- João Paulo Janicas como paciente
- Miguel Lança como enfermeiro
- Carlos Dias como guarda real / polícia / homem da comunidade
- Yolanda Villar de Menezes como anciã
- João Castro Gomes como Diogo Lopes Pacheco
- Marta Nogueira como enfermeira
- Cláudia Carvalho como mulher do povo / secretária / mulher da comunidade
- Marta Larisch como aia / namorada de Estevão
- Filipe Eusébio como paciente
- Eduardo Torres de Menezes como ancião
- Henrique dos Santos Maneca como filho
- Pedro Lamas como homólogo / arquiteto / homem da comunidade
- Berta Susana Teixeira como mãe da Constança
- Carla Martins como fidalga / arquiteta / mulher da comunidade
- António Olaio como paciente
- Guilherme de Bastos Lima como servo / arquiteto / homem da comunidade
- Tiago Martins como homem do povo / paciente / jovem da comunidade
- Joana R. Silva como aia / jovem da comunidade / convidada da festa
- Celso Pedro como fidalgo / arquiteto / homem da comunidade
- Cristina Janicas como aia-chefe / Olga / encarregada
- Alexandre Santos como guarda real / arquiteto / homem da comunidade